# سان مارتين دو ري
سان مارتين دي ري (بالفرنسية: Saint-Martin-de-Ré)‏ هي بلدية في إقليم شارنت البحرية في جنوب غرب فرنسا, وهي واحدة من بين 10 بلديات تقع في جزيرة ري.

## معرض صور

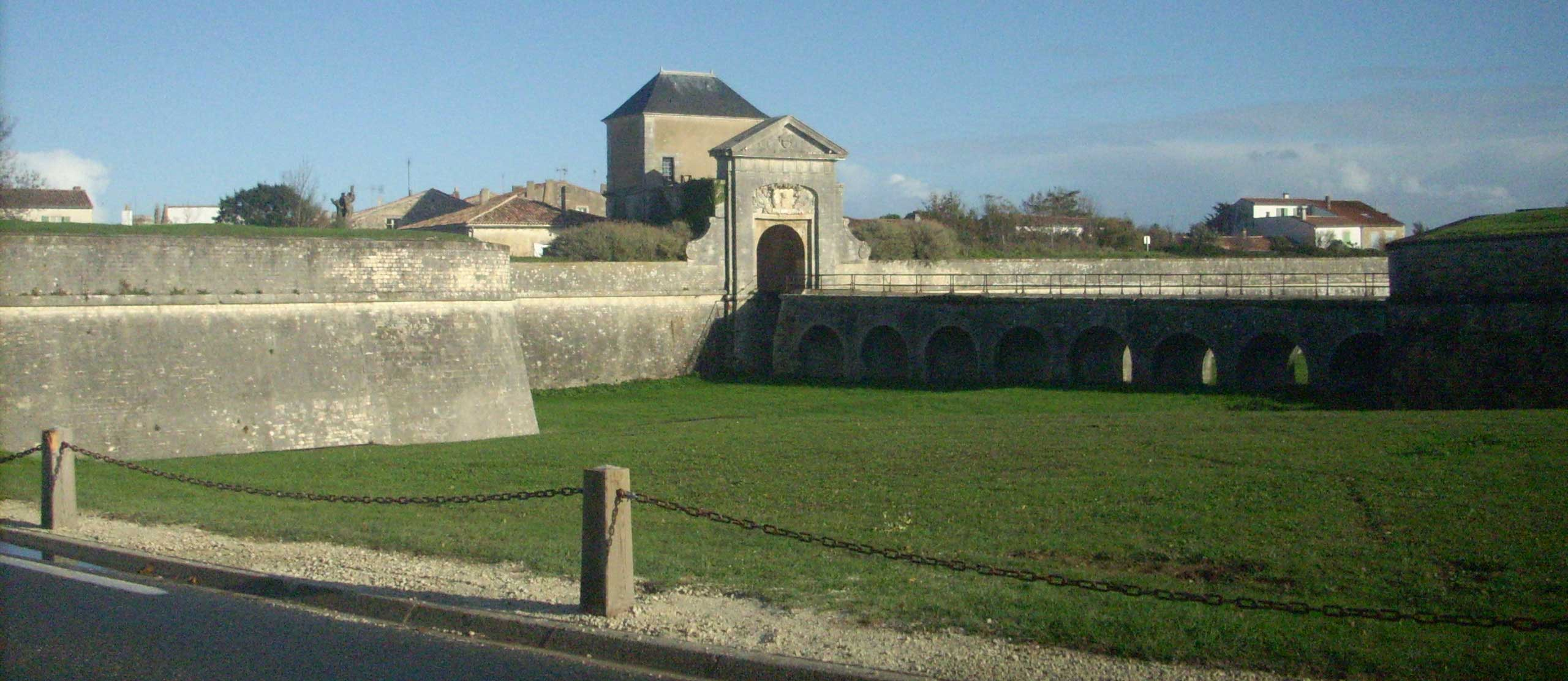
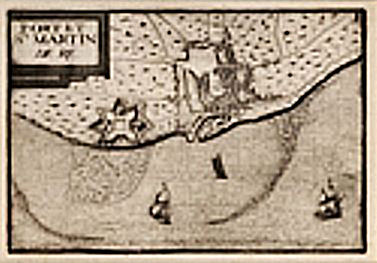
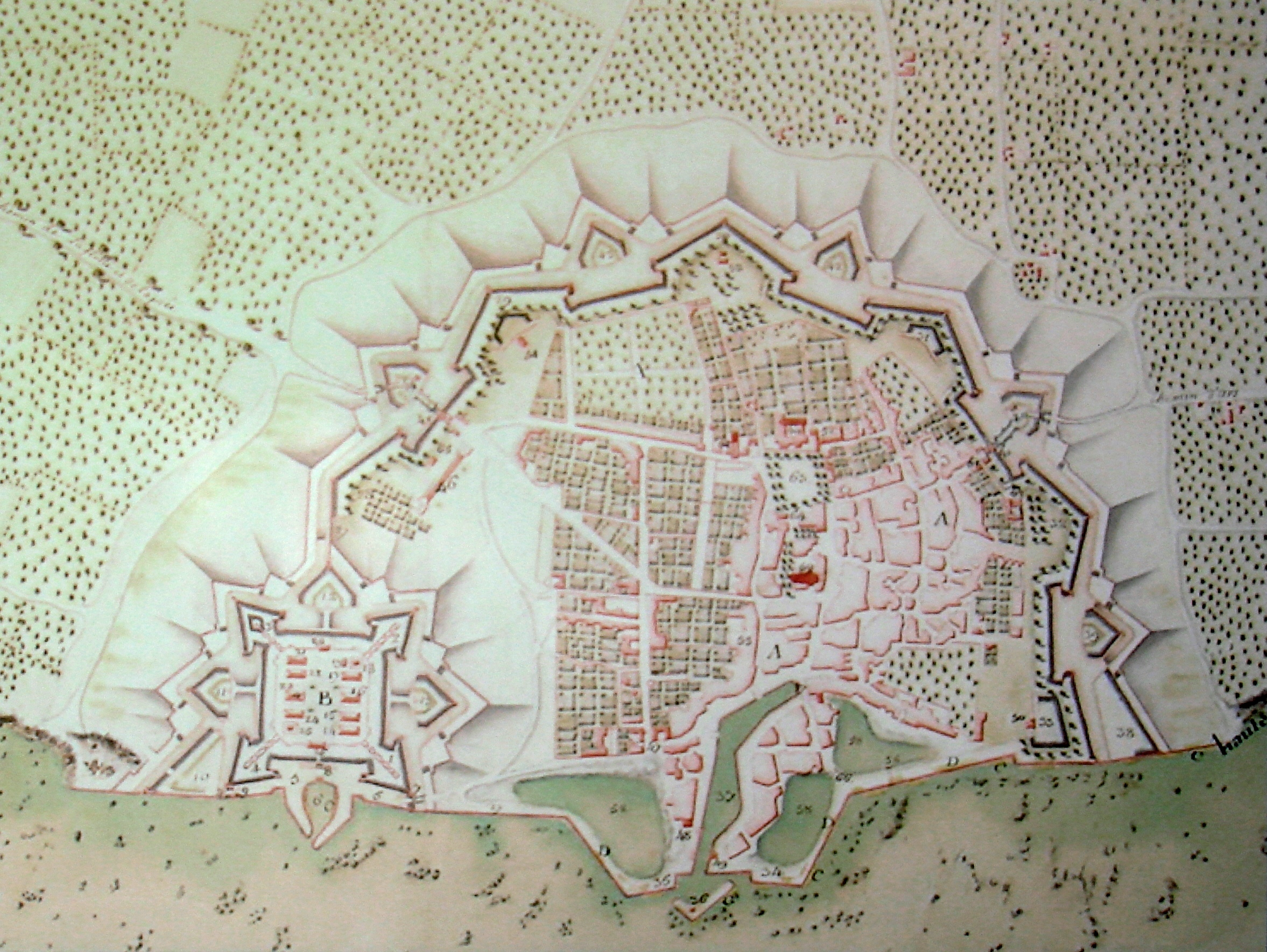
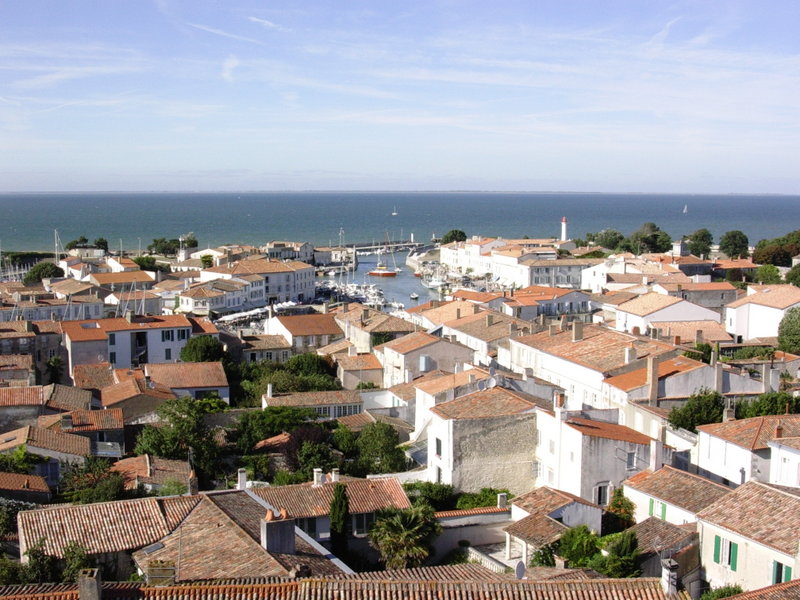
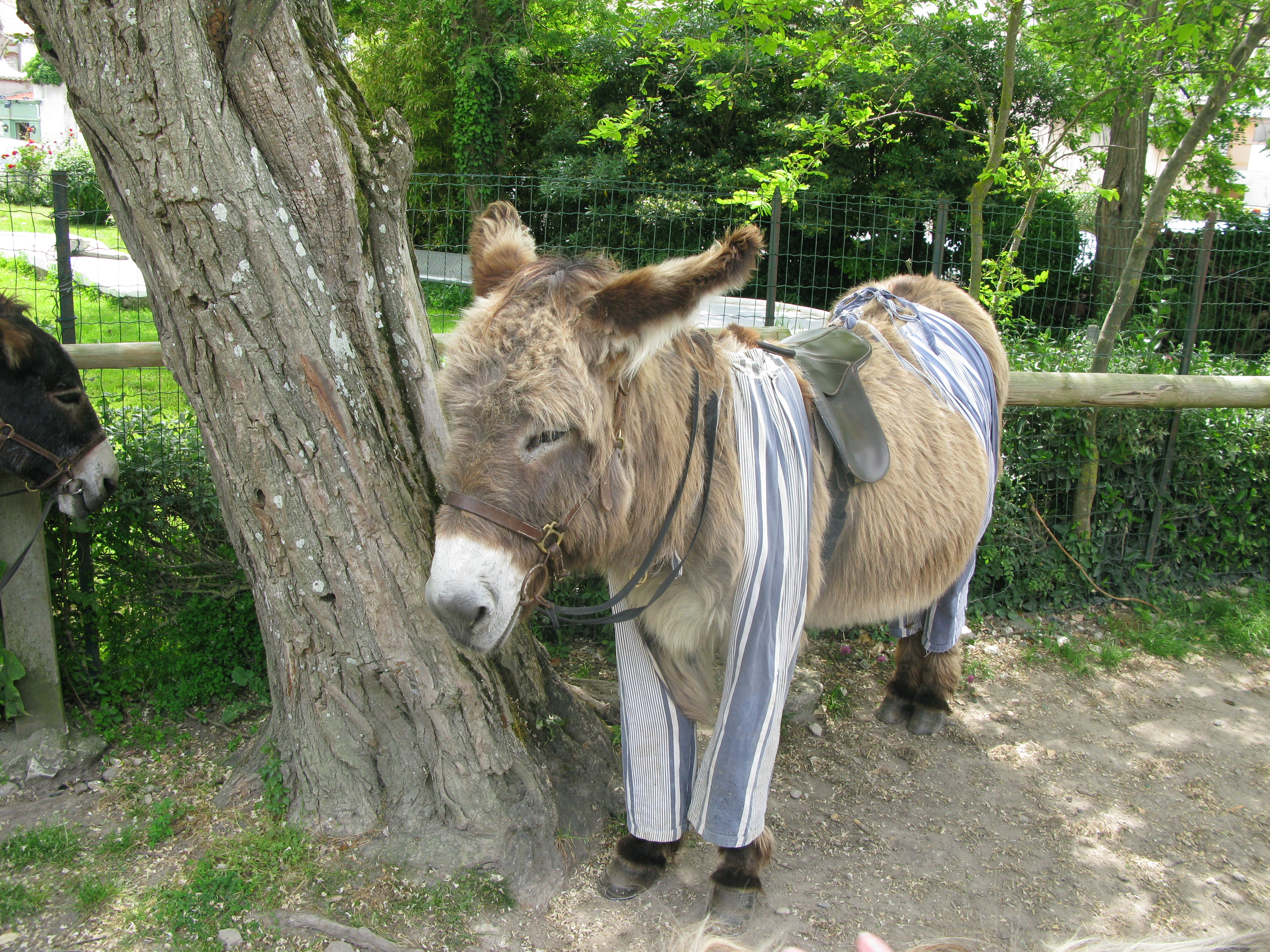